# Porthcawl
Porthcawl är en ort och community i Storbritannien.   Den ligger i kommunen Bridgend och riksdelen Wales, i den södra delen av landet, 250 km väster om huvudstaden London. Antalet invånare är 16 005 i communityn (2011).